# Turretot
Turretot település Franciaországban, Seine-Maritime megyében. Lakosainak száma 1595 fő (2022. január 1.). Turretot Anglesqueville-l’Esneval, Criquetot-l’Esneval, Gonneville-la-Mallet, Hermeville, Notre-Dame-du-Bec és Saint-Martin-du-Bec községekkel határos.

## Népesség
A település népessége az elmúlt években az alábbi módon változott:
| Lakosok száma | 1520 | 1488 | 1495 | 1469 | 1472 | 1462 | 1505 | 1550 | 1595 |
|               | 2013 | 2015 | 2016 | 2017 | 2018 | 2019 | 2020 | 2021 | 2022 |